# Капитан-Андради
Капитан-Андради (порт. Capitão Andrade) — муниципалитет в Бразилии. входит в штат Минас-Жерайс. Составная часть мезорегиона Вали-ду-Риу-Доси. Входит в экономико-статистический микрорегион Говернадор-Валадарис, который входит в Вали-ду-Риу-Доси. Население составляет 5362 человека на 2016 год. Занимает площадь 276 км². Плотность населения — 15,1 чел/км².

## История
Город основан 1 января 1993 года. 

## Статистика
- Валовой внутренний продукт на 2003 год составляет 10 734 904,00 реалов (данные: Бразильский институт географии и статистики).
- Валовой внутренний продукт на душу населения на 2003 год составляет 2536,60 реалов (данные: Бразильский институт географии и статистики).
- Индекс развития человеческого потенциала на 2000 год составляет 0,676 (данные: Программа развития ООН).

## География
Климат местности: тропический.